# Umberto Miguel, Príncipe Herdeiro de Saxe-Coburgo-Gota, Duque de Saxônia
Umberto Miguel, Príncipe Herdeiro de Saxe-Coburgo-Gota, Duque de Saxônia (16 de setembro de 1975) é o atual herdeiro e chefe da casa de Saxe-Coburgo-Gota e do príncipe André, Príncipe de Saxe-Coburgo-Gota, Duque de Saxônia.

## Família
Umberto nasceu na cidade de Hamburgo na Alemanha, filho mais velho do príncipe André, Príncipe de Saxe-Coburgo-Gota, Duque de Saxônia e de sua esposa, Carina Dabelstein.  
Tem uma irmã maior: a princesa Stephanie Sibylla de Saxe-Coburg e Gotha (nascida em Hamburgo, 31 de janeiro de 1972) e ainda um irmão caçula: o príncipe Alexander Philip de Saxe-Coburg e Gotha (nascido em Coburgo, 04 de maio de 1977)  

## Educação
Formou-se em Direito pela Universidade de Würzburgo em 1999, tendo ainda estudado na London School of Economics entre 1999 e 2000.  
Entre 2000 até 2003, estudou na Universidade Luís Maximiliano de Munique.  

## Casamento
Umberto casou-se com a investidora bancária estadunidense Kelly Jeanne Rondestvedt (nascida em Pensacola, 10 de janeiro de 1972) no civil em 21 de maio de 2009 na cidade de Coburgo e religiosamente em 23 de maio de 2009 no Castelo de Callenberg, também na cidade de Coburgo.
Umberto atualmente trabalha como advogado em uma empresa de saúde na cidade de Nova Iorque nos Estados Unidos.
Ele não possui papel oficial como membro da Casa de Saxe-Coburgo-Gota. Com sua mulher, ele participa de certos eventos de monarquias da Europa, como o casamento da princesa Vitória, Princesa Herdeira da Suécia em 2010. 

## Descendência
Umberto tem três filhos:
- Princesa Catarina Vitória Isabel Cheryl de Saxe-Coburgo-Gota (nascida em 30 de abril de 2014 em Coburgo ); que é uma afilhada de batismo da princesa Vitória, Princesa Herdeira da Suécia.
- Príncipe Filipe Umberto André Cristiano de Saxe-Coburgo-Gota (nascido em 15 de julho de 2015 em Munique); ele é um afilhado de batismo do rei Filipe da Bélgica e da escritora Carina Axelsson, que são os seus padrinhos mais famosos
- Princesa Madalena Aurélia Vitória Carina de Saxe-Coburgo-Gota (nascido em 22 de fevereiro de 2017 em Munique); entre os seus padrinhos de batismo mais famosos estão, o príncipe Jorge Frederico da Prússia e a princesa por casamento Anna von Bayern, Princesa da Bavaria.